# امی ماکنو
امی ماکنو (سوئدی: Emy Machnow؛ ۱ سپتامبر ۱۸۹۷ – ۲۳ نوامبر ۱۹۷۴) شناگر اهل سوئد بود.
وی در مسابقات کشوری و بین‌المللی در مجموع برندهٔ ۱ مدال برنز شده‌است.